# Ivartalanítás
Az ivartalanítás vagy sterilizáció egy mesterséges orvosi beavatkozás. Célja az egyén utódnemző képességének megszüntetése.

## A sterilizáció folyamata mindkét nemnél
Férfiaknál a vazektómia. A mellékherét és a prosztatát összekötő ondóvezeték elvágása és elvarrása. Az orvosi beavatkozás nem járt veszélyes kockázatokkal, nem lesz tőle impotens és nem is veszíti el természetes szexuális vágyát. Végeredményképp a férfi képtelen lesz teherbe ejteni egy nőt, mert a magömlés során csak az ondó távozik, a spermiumok a mellékherében felszívódnak.
Nőknél a  tubális okklúzió. Itt a petevezetéket vágják el vagy égetik ki. Kockázatosabb, mint a férfi sterilizáció, mivel a női nemi szerv belső szerv, de ma már az új eszközök és eljárások sokkal biztonságosabbá tették. Az orvosi beavatkozás után nem veszíti el a nő természetes szexuális vágyát és továbbra is képes lesz az orgazmusra. Végeredményképp így a petefészekben termelődött petesejt nem juthat a méhbe, így nem találkozhat a férfi spermiumokkal, tehát nem lesz lehetőség a megtermékenyülésre.
Természetesen azok szokták kérni a beavatkozást, akik nem akarnak több gyereket, de lehetséges akkor is, ha az egyén örökletes betegségére való hivatkozásképp fekszik kés alá, így élhet normál szexuális életet.

## A Harmadik Birodalomban
Az erőszakos sterilizációs beavatkozás közkedvelt az eugenika terén, virágkorát a náci Harmadik Birodalomban élte. Manapság sem tűnt el. Az eugenikus sterilizáció nem volt ilyen humánus. A náci "orvosoknál" rutin munka volt a férfi sterilizáció és az "alsóbbrendű" nőket kémia anyagokkal, sőt maró savakkal kezelték, amely nemritkán halálos kimenetelű is lehetett.